# Ommegang van de zeven weeën

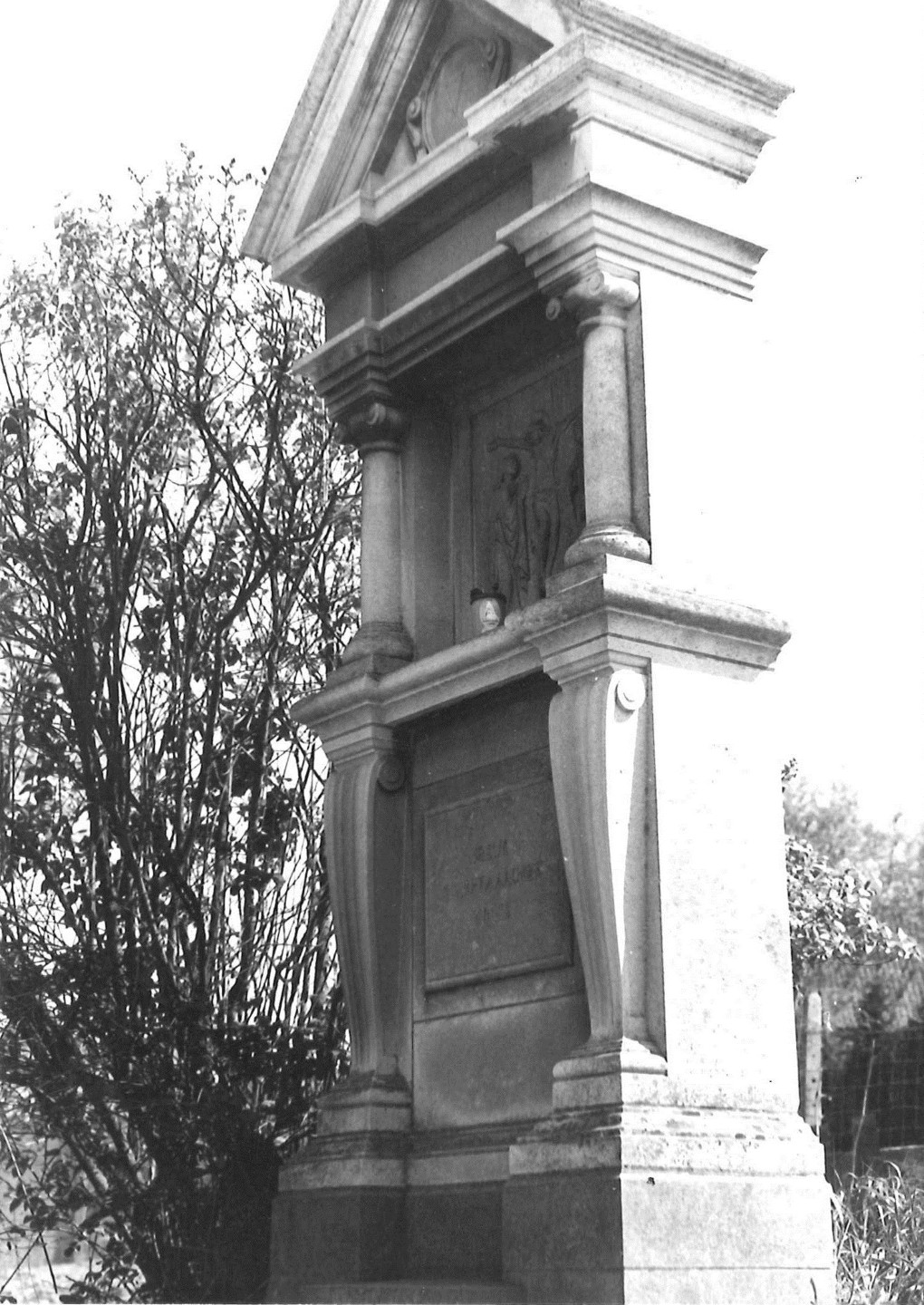
Kapelletje in de Botermelkstraat

De Ommegang van de zeven weeën is een groep kapelletjes in de tot de Oost-Vlaamse gemeente Geraardsbergen behorende plaats Onkerzele.
Het betreft oorspronkelijk een ommegang van zeven pijlerkapelletjes, die in 1648 werd opgericht door de Broederschap der Zeven Weeën welke in 1629 was gesticht.
De kapelletjes werden in de Franse tijd vernield, maar één kapelletje (van 1655) kon worden gered doordat het in de grond verborgen werd. Het kapelletje droeg een reliëf, voorstellende het Cruys draghen Christi dat was geplaatst tussen twee pilasters waarboven zich een driehoekig fronton bevond.
De andere kapelletjes werden vernieuwd. De kapelletjes bevinden zich in de Botermelkstraat, de Kampstraat en de Onkerzelestraat. Er wordt anno 2023 nog regelmatig een ommegang gehouden.